# پل دختر بادامک
پل دختر بادامک مربوط به دوره قاجار است و در شهرستان شهریار، روستای بادامک واقع شده و این اثر در تاریخ ۱۱ شهریور ۱۳۸۲ با شمارهٔ ثبت ۹۸۹۵ به‌عنوان یکی از آثار ملی ایران به ثبت رسیده است.